# Foujita (film)
Pour plus de détails, voir Fiche technique et Distribution.
Foujita est un film japonais réalisé par Kōhei Oguri, sorti en 2015.

## Synopsis
La vie du peintre Tsugouharu Foujita.

## Fiche technique
- Titre : Foujita
- Réalisation : Kōhei Oguri
- Scénario : Kōhei Oguri
- Musique : Sōmei Satō
- Photographie : Hiroshi Machida
- Montage : Kōhei Oguri
- Production : Kazuko Inoue, Kōhei Oguri et Claudie Ossard
- Société de production : K&A Kikaku, Office Kohei Oguri et Eurowide Film Production
- Pays :  Japon et  France
- Genre : biopic et drame
- Durée : 126 minutes
- Dates de sortie : 
  - Japon : 14 novembre 2015[1]

## Distribution
- Joe Odagiri : Tsugouharu Foujita
- Miki Nakatani : Kimiyo
- Ana Girardot : Youki
- Angèle Humeau : Kiki de Montparnasse
- Marie Kremer : Fernande Barrey

## Distinctions
Le film a été présenté en sélection officielle en compétition au festival international du film de Tokyo.